# Юність поета
«Юність поета» — радянський художній фільм 1937 року про ліцейські роки Олександра Пушкіна. Фільм був знятий до 100-річчя з дня загибелі поета. Консультантами картини стали пушкіністи Лев Модзалевський і Микола Ізмайлов. Фільм отримав золоту медаль на Всесвітній виставці в Парижі в 1937 році. Виконавець ролі Пушкіна, Валентин Литовський, і більшість виконавців ролей ліцеїстів загинули на фронтах Німецько-радянської війни.

## Сюжет
1814 рік. Царське Село готується зустрічати імператора Олександра I і російську армію після перемоги над Наполеоном. Але п'ятнадцятирічного ліцеїста Пушкіна більше хвилюють власні вірші та кріпосна актриса Наташа.

## У ролях
- Валентин Литовський —  Олександр Пушкін
- Л. Мазін —  Сергій Комовський
- Анатолій Мурузін —  Іван Пущин
- Ян Парамонов —  Вільгельм Кюхельбекер
- Олег Ліпкин —  Антон Дельвіг
- Чеслав Сушкевич —  Олександр Горчаков
- Костянтин Смирнов —  Михайло Яковлєв
- Володимир Гардін —  Мейєр, гувернер ліцею
- Валентина Івашова —  Наташа, кріпосна актриса
- Ніна Шатерникова —  княжна Елен
- Олександр Громов —  Фома, ліцейський дядько
- Володимир Таскін —  Фролов, інспектор ліцею
- Костянтин Гибшман —  Микола Кошанский, професор російської словесності
- Валентин Янцат —  Олександр Куніцин, професор права
- Еміль Галь —  Давид Де Будрі, професор
- Олександр Мгебров —  Гавриїл Державін
- І. Новський —  граф Олексій Розумовський, міністр освіти
- Сергій Карнович-Валуа —  Олексій Аракчеєв
- Георгій Кранерт —  Олександр I

## Знімальна група
- Автор сценарію: Олександр Слонимський
- Режисер: Абрам Народицький
- Перший асистент режисера: Адольф Бергункер
- Асистент режисера: В. Горчаков
- Оператори: Олександр Сігаєв, Аполінарій Дудко
- Звукооператор: Андрій Гаврюшев
- Художники: Ісаак Махліс, Семен Мейнкін, Петро Якимов
- Режисер монтажер: Михайло Шапіро
- Начальник групи: М. Фрейдін
- Композитор: Юрій Кочуров